# 히베르니아 지리지

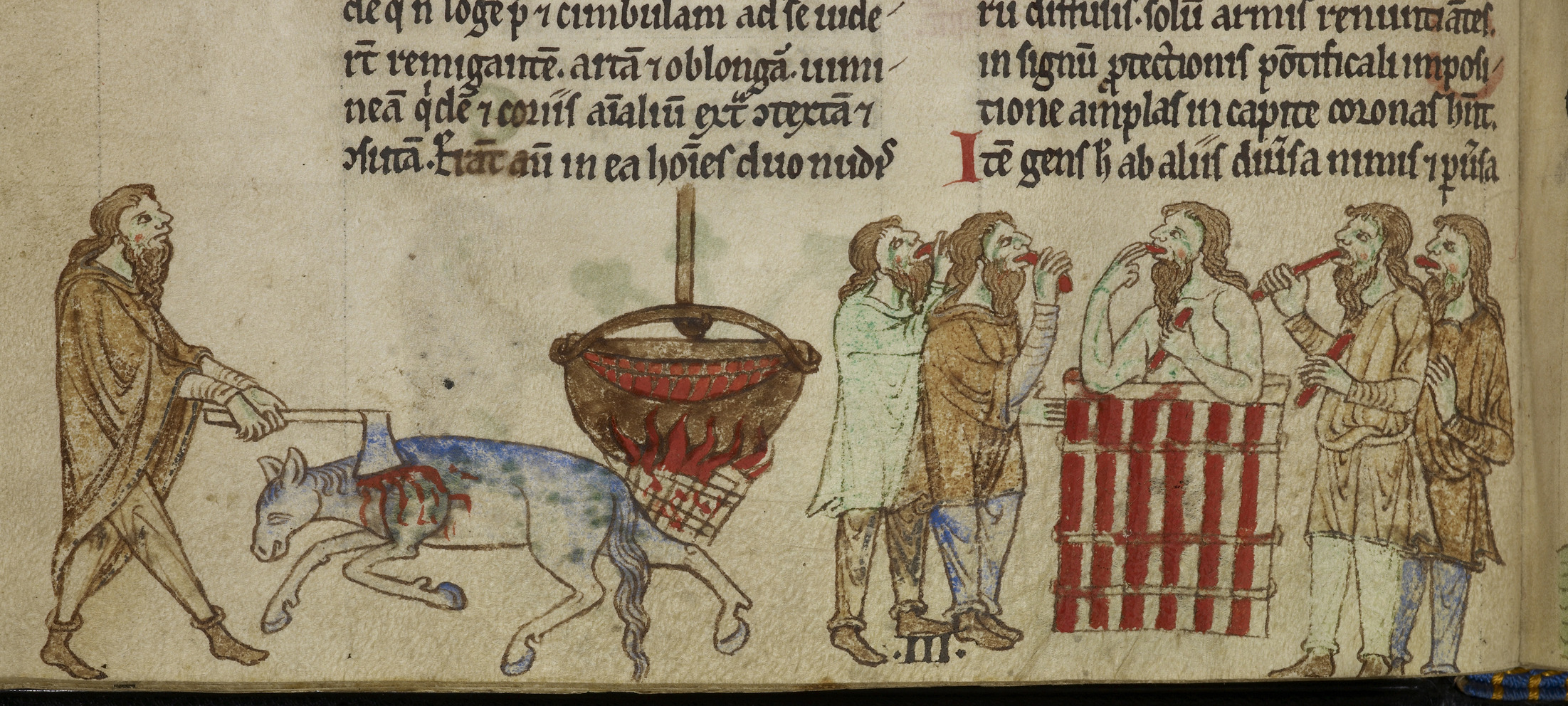
국왕 즉위 의식을 묘사한 그림.

『히베르니아 지리지』(라틴어: Topographia Hibernica)는 노르만인의 아일랜드 침공 직후인 1188년경, 캄브로노르만인 수도사 기랄두스가 아일랜드의 지리와 풍속을 라틴어로 기록한 책이다. 중세에 아일랜드에 관한 가장 영향력 있는 책으로서 유포되었으며, 근세까지 그 영향력이 지속되었다.